# Осада Бове (1472)
Осада Бове войсками Карла Смелого — состоялась 27 июня — 22 июля 1472 года в ходе франко-бургундской войны.

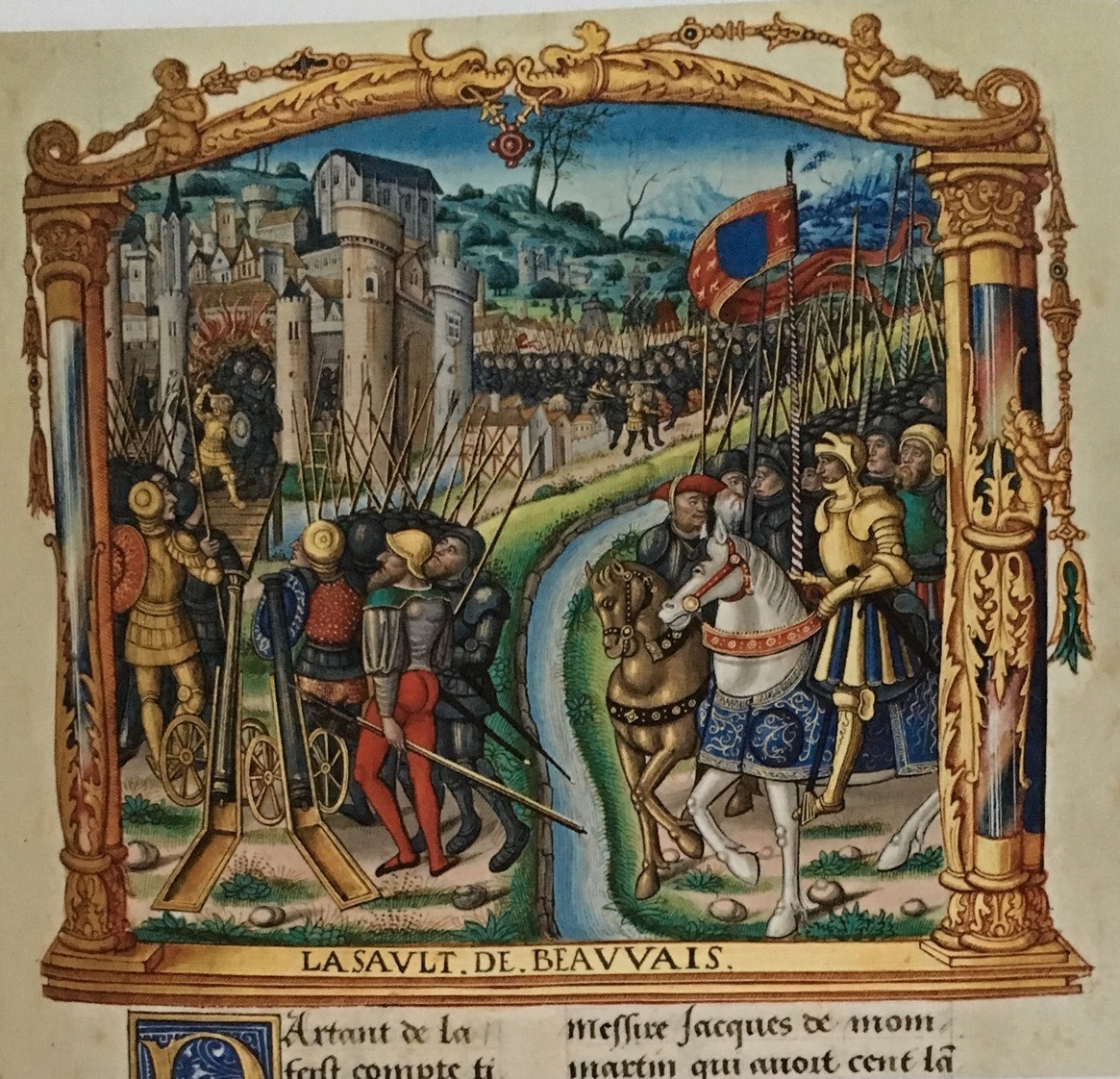
Осада Бове. Миниатюра рукописи «Мемуаров» Филиппа де Коммина, 1518—1524 гг.

## Кампания 1472 года
Во время кампании 1472 года герцог Бургундский атаковал Пикардию, взяв Нель, где его войска устроили массовую резню, затем Руа и Мондидье, после чего двинулся в Нормандию. Проходя мимо Бове, он решил овладеть и этим городом, для чего 27 июня был послан авангард Филиппа де Кревкёра, сеньора д’Экера.
В Бове находился небольшой отряд из арьербана под командованием капитана Луи де Гоме, сира де Баланьи. С его силами защитить город было невозможно, тем более, что жители не доверяли капитану, пришедшему из Пикардии, где французские гарнизоны уже сдали врагу несколько городов. Всё же горожане решили обороняться, поскольку было известно, что д’Экер устроил расправу даже в добровольно сдавшемся ему Абвиле.

## Штурм 27 июня
Город имел сильные укрепления, но предместье Сен-Кантен, расположенное напротив епископского подворья, прикрывал только небольшой форт. Баланьи с 17-ю арбалетчиками решил удерживать его, сколько возможно, чтобы дать горожанам время подготовиться к штурму. Предместье было атаковано отрядом Жака де Монмартена, по прозвищу «Смелый Грабитель», у которого было 100 копий и 300 лучников из ордонансовых рот. Французы некоторое время оборонялись, но отразить такое количество врагов не могли, Баланьи был ранен, после чего защитники отступили в город.
Бургундцы рассыпались по предместью, грабя дома и крича: «Город взят!», но подойдя к самому Бове, наткнулись на глубокий ров, а затем встретили упорное сопротивление горожан, отбивших несколько атак. Раненый Баланьи ободрял жителей, убеждая, что король не бросит в беде своих верных подданных. Для поднятия боевого духа по стенам были пронесены мощи покровительницы города местной святой Андарены.
Не желая разделить участь горожан Льежа, Динана и Неля, в защите стен приняло участие всё население, включая женщин и детей, подносивших стрелы и метательные снаряды. Во время одного из приступов «дочь народа» Жанна Лене срубила и сбросила в ров штандарт, установленный на стене бургундцами. Её заслуги были позднее отмечены королём, а народной молвой превращены в легенду о некоей Жанне Ашетт, которая не только срубила вражеское знамя, но, увидев, что на стену лезет бургундец, не растерялась и зарубила супостата топором.
Д’Экер атаковал с другой стороны, «но у него были слишком короткие лестницы и он ничего не смог сделать». По словам Филиппа де Коммина, из двух пушек, что были у бургундцев, из-за недостатка снарядов было сделано всего два выстрела по воротам, но в них удалось проделать большую брешь, после чего бургундцы бросились штурмовать пролом. Д’Экер поторопился сообщить герцогу, что город взят, но когда Карл Смелый прибыл, выяснилось, что горожане отразили атаку, закидав бургундцев зажигательными снарядами. При этом ворота загорелись, и герцог отвёл войска, рассчитывая без труда войти в город, когда пожар утихнет.
Чтобы этого не допустить, жители разломали ближайшие дома, использовав всё, что могло гореть, для поддержания пламени. Карл Смелый допустил серьёзную ошибку, не перекрыв дорогу на Париж, по которой могли подойти подкрепления. Под предлогом того, что протекавшая там речка разделяла расположение его войск и части на другом берегу могли быть атакованы, герцог убрал их оттуда.

## Прибытие подкреплений
Сражение за город началось в десять часов утра, а к восьми часам вечера в Бове вошли первые французские подкрепления: сеньоры де Рош-Тиссон и де Фонтенай с гарнизоном Нуайона, проделавшие без остановки 15 лье. Они распорядились поддерживать пламя в воротах и приказали каменщикам соорудить позади них новую стену. По словам Коммина, в город вошло около десяти копий.
К утру следующего дня прибыла герцогская артиллерия; тем временем на глазах бургундцев в Бове вошёл отряд маршала Руо в сто копий. 29 июня в город вступили части маршала Пуату, сенешаля Каркассона и Гастона де Лиона, сенешаля Тулузы. Также прибыли сеньор де Торси с нормандскими дворянами, сеньор д’Эстутвиль, парижский прево с войском, отряд бальи Санлиса и 120 конных воинов знаменитого командира наёмников Жана де Салазара.

## Штурм 9 июля
Готовясь к штурму, герцог почти две недели непрерывно подвергал город жестокой бомбардировке, разбив укрепления настолько, «насколько требовалось, чтобы можно было начать штурм». 9 июля в 7 часов утра бургундцы пошли на приступ. Через ров был перекинут мост, осаждающие атаковали Сен-Кантенские и Пикардийские ворота и пространство стены между ними. В течение трёх часов в проломе шёл жестокий рукопашный бой; герцог оставил часть войск в резерве, чтобы позднее направить их на смену атакующим, но, не выдержав, бросил в бой и их. Бургундцам удалось овладеть частью стены и поставить там три знамени, но вскоре французы выбили оттуда штурмующих, а знамёна сорвали.
Потеряв от одной до полутора тысяч человек убитыми и ранеными, герцог приказал отступить. Ночью осаждённые произвели вылазку, атаковав артиллерийский парк и смертельно ранив великого магистра артиллерии Жака д’Орсана.

## Отступление бургундцев
На помощь защитникам подходили всё новые силы: Париж направил три тысячи воинов, Руан, Орлеан и все соседние города присылали конвои с провизией. Приближались войска коннетабля и графа де Даммартена.
Карл Смелый ещё некоторое время стоял перед городом, не желая признавать своё поражение. Он попытался склонить горожан к измене, послав своих агентов под видом крестьян или моряков, но те были схвачены и казнены. Затем он всё-таки решил разделить войско на две части и занять парижскую дорогу, но никто из военачальников эту идею не поддержал, так как время было упущено, и в городе собралось достаточно войск, чтобы атаковать осаждающих, если их силы разделятся.
Наконец, 22 июля, после почти месяца осады, бургундское войско свернуло лагерь и направилось в Нормандию, сжигая всё на своём пути. По словам Коммина, герцог надеялся, что горожане бросятся за ним в погоню, и тогда он их разгромит, но французы не стали рисковать.

## Итоги
Осада Бове стала самым ярким эпизодом войны и первой серьёзной неудачей Карла Смелого, проявившего в этом деле свои характерные черты: вспыльчивость, недальновидность, упрямство и чрезмерную самоуверенность.